# قانون صفرم ترمودینامیک

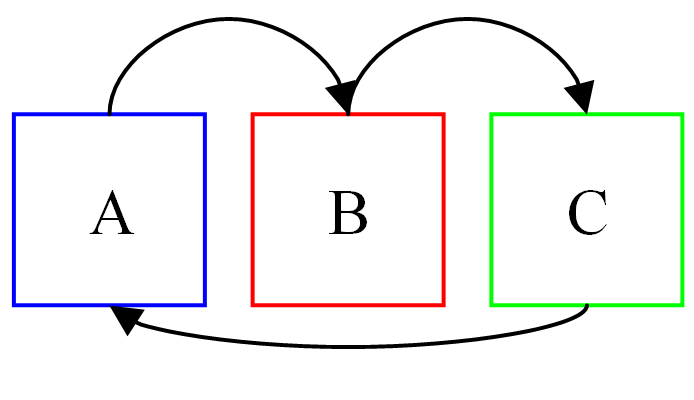
طرح‌واره‌ای از آغاز قانون صفرم ترمودینامیک؛ اگر سیستم‌های A و B و B و C که می‌توانند گرما را مبادله کنند، با یکدیگر در تعادل باشند، سیستم‌های A و C نیز با یکدیگر در تعادل گرمایی هستند.

قانون صفرم ترمودینامیک(به انگلیسی: Zeroth law of thermodynamics) بیان می‌کند که هر گاه دو سیستم، هر یک به صورت منفرد با سیستم سومی در حال تعادل گرمایی باشند، آن دو سیستم نیز باهم هم‌دما خواهند بود. این قانون در دهه ۱۹۳۰ یعنی مدت‌ها پس از کشف قانون اول، دوم و سوم ترمودینامیک معرفی گردید.